# AEW Dynasty
AEW Dynasty é um evento pay-per-view (PPV) anual de luta livre profissional produzido pela All Elite Wrestling (AEW). Fundado em 2024, é realizado em abril. O primeiro Dynasty foi notável por ser o primeiro evento PPV da AEW realizado em Missouri, enquanto o segundo será o primeiro evento PPV da empresa na Pensilvânia.

## História
Em 22 de fevereiro de 2024, a promoção de wrestling profissional americana All Elite Wrestling (AEW) entrou com um pedido de registro de marca registrada do nome "Dynasty". No Revolution em 3 de março de 2024, a AEW anunciou que realizaria um evento pay-per-view (PPV) intitulado Dynasty em 21 de abril de 2024, na Chaifetz Arena em St. Louis, Missouri, marcando o primeiro evento PPV da AEW a ser realizado no estado. Em janeiro de 2025, a AEW anunciou que a segunda edição do Dynasty aconteceria em 6 de abril de 2025, no Liacouras Center em Filadélfia, Pensilvânia, marcando o primeiro evento PPV da AEW na Pensilvânia e estabelecendo o Dynasty como um PPV anual realizado em abril.

## Eventos
| #                                                  | Evento         | Data                | Cidade                  | Local            | Evento Principal                                                    | Ref.  |
| -------------------------------------------------- | -------------- | ------------------- | ----------------------- | ---------------- | ------------------------------------------------------------------- | ----- |
| 1                                                  | Dynasty (2024) | 21 de abril de 2024 | St. Louis, Missouri     | Chaifetz Arena   | Samoa Joe (c) vs. Swerve Strickland pelo Campeonato Mundial da AEW  | [ 5 ] |
| 2                                                  | Dynasty (2025) | 6 de abril de 2025  | Filadélfia, Pensilvânia | Liacouras Center | Jon Moxley (c) vs. Swerve Strickland pelo Campeonato Mundial da AEW | [ 6 ] |
| (c) – refere-se ao(s) campeão(es) entrando na luta |                |                     |                         |                  |                                                                     |       |